# Amis des musées d'art et d'histoire
Les Amis des Musées d’Art et d’Histoire, Luxembourg est une association sans but lucratif créée en 1977, qui a pour missions principales de promouvoir la culture au Luxembourg et de participer au rayonnement des six musées d’art et d’histoire qu’elle soutient : le Casino Luxembourg (lb) – Forum d’art contemporain, le Musée d'histoire de la ville de Luxembourg - Lëtzebuerg City Museum, le Musée d'Art moderne Grand-Duc Jean (Mudam), le Musée Dräi Eechelen (Musée de la forteresse), le Nationalmusée um Fëschmaart (Musée national) et la Villa Vauban – Musée d’art de la Ville de Luxembourg.

## L’Histoire et les évolutions des Amis des Musées

### Historique
L’historique de l’association des Amis des Musées d’Art et d’Histoire passe par celui de la "Société des Amis des Musées" fondée en 1926. À l’époque, cette société se voulait être un groupe de pression à l’égard des pouvoirs publics pour réunir toutes les collections publiques sous un seul toit.
Les statuts de cette société prévoyaient, entre autres, la création d’un musée de folklore qui s’appellerait le « Musée Luxembourgeois » et qui devait servir « à l’éducation du peuple et à l’instruction publique », en même temps que la société devait travailler à « l’enrichissement des collections publiques ». Des spécialistes tels que Joseph Hackin, conservateur du Musée Guimet à Paris, participèrent à l'effort des pères fondateurs de la Société des Amis. 
En 1928, l’idée du patrimoine culturel réuni dans un musée se concrétise dans des immeubles du Marché-aux-Poissons. Puis, à la veille de la Seconde Guerre mondiale, les Musées de l’Etat ouvrirent leurs premières salles consacrées à l’archéologie et aux sciences naturelles. 
Joseph Bech assura la présidence de la société dès la première année et les tout premiers grands bienfaiteurs de la société furent la famille Dutreux-Pescatore, Émile Mayrisch, la société Arbed et Marcel Noppeney, etc. La société poursuivit son œuvre jusqu’en août 1941 ; la Deuxième Guerre mondiale mit un terme à ses activités.

### Une Renaissance et des évolutions récentes
Après la dissolution de la société des Amis des Musées en 1941 par l’occupant nazi, c'est en 1977 que des hommes et des femmes réunis autour de Joseph-Émile Muller (lb), grand historien de l’art et conservateur de la section Beaux-Arts du Musée National, fondèrent la seconde édition d’une amicale : l’« Association des Amis du Musée National d’Histoire et d’Art ». Créée dans un contexte de démocratisation culturelle et de participation de la société civile à la culture, l’Association avait alors pour objet de « promouvoir le rayonnement du musée d’Histoire et d’Art du Luxembourg, d’en soutenir l’activité par tous les moyens et de contribuer à enrichir les collections par des dons en nature et en espèces». Dans cette perspective, elle jouait également un rôle d’intermédiaire pour les particuliers et les entreprises souhaitant faire un don au musée dans des conditions fiscales avantageuses. En 1996, pour étendre ses activités aux musées récemment construits ou en devenir, tels que le Musée d'art moderne Grand-Duc Jean, l'Association changea son appellation à « Amis des Musées d’Art et d’Histoire ». Depuis 1977, plusieurs présidents se sont succédé : Joseph-Émile Muller de 1977 à 1991, le docteur Roger Welter de 1991 à 1993, Pierre Wurth de 1993 à 1996, André Elvinger de 1996 à 2003, Marie-Françoise Glaesener de 2003 à 2015. 
Depuis l’automne 2015, la présidence est assurée par Florence Reckinger, avec Marie-Françoise Glaesener comme présidente d'honneur. Au cours de leurs présidences respectives, ces deux dernières ont donné un nouvel élan à l'Association en organisant davantage de visites au Luxembourg et d'excursions à l'étranger. De plus, depuis 2017, l'Association s'adresse également vers un public plus jeune grâce aux cartes membre pour les "petits amis des musées", et pour les "Young Friends of Museum".     
L’association des Amis des Musées compte aujourd’hui plus de 1600 membres.

## La vie de l’association

### Missions
Les Amis des Musées contribuent : 
- à l’enrichissement des collections[2] ;
- à la sauvegarde du patrimoine culturel[1] ;
- à la promotion de l’art et de l’histoire[1] ;
- à mieux faire connaître les collections muséales nationales et internationales ainsi que les sites culturels à l’étranger[2],[10].

### Activités

#### Des visites au Luxembourg
L’association organise en collaboration avec les six musées soutenus par les Amis, des conférences, des visites des expositions permanentes et temporaires, ainsi que des promenades guidées pour découvrir des sites historiques luxembourgeois. Celles-ci ont lieu en français, en luxembourgeois, en anglais ou en allemand, soit en fin de matinée ou dans l’après-midi, soit à l’heure du déjeuner sous l’appellation « Midis de l’Art » ou « Midis de l’Histoire ». Toujours guidées, les visites le sont dans la mesure du possible, par l’artiste, le directeur du Musée ou le curateur de l’exposition. Ces visites sont également organisées dans des galeries d'art ou d'autres lieux culturels à travers le pays.

#### Des visites à l’étranger
Les Amis partent également à l’étranger pour des courts séjours d'un ou deux jours dans des lieux culturels. Des visites ont été organisées à Metz au Centre Pompidou-Metz, à Paris, à Colmar, à Düsseldorf, à Bruxelles dans le cadre de la BRAFA ou encore à Maastricht dans le cadre de la TEFAF.

#### Des voyages
Des premiers voyages  à Dresde et en URSS furent organisés au début des années 90. Par ailleurs, c’est surtout à partir de la présidence de Marie-Françoise Glaesener (2003-2015) que l’organisation de voyages culturels se met en place. Les Amis ont pu participer à des séjours organisés autour de visites et de rencontres avec des artistes à Barcelone, Venise, Marseille, Londres, New-York, Beyrouth ou Istanbul, mais aussi en Sicile, aux Pays-Bas ou plus récemment à la Martinique (2018), à Abu Dhabi et au Liban (2019) et à Cuba (2020).

### Donations aux musées
Les Amis des Musées ont créé une Fondation reconnue d’utilité publique qui s’associe notamment aux activités d’acquisitions d’œuvres d’art pour les musées luxembourgeois. L’enrichissement des collections muséales fait partie de la mission des Amis des Musées: tous les ans, l'association fait un don à l'un des musées qu'elle soutient. Il se fait par des donations directes ou induites par les Amis. Plus de 480 donations ont ainsi été réalisés par les musées grâce aux dons des Amis.

### Publications
A l'occasion de son 40ème anniversaire, les Amis des Musées d'Art et d'Histoire ont sorti un livre-événement intitulé "Histoires d'une Passion" au sujet de la vie de l'association et de ses six musées partenaires. 
En novembre 2020, l'association publie "Mystères aux Musées", son premier livre destiné aux enfants, écrit et illustré par Marie-Isabelle Callier, qui invite à découvrir les six musées de Luxembourg.  

### Revues de presse
- André Elvinger, « Lettres à la rédaction : Alléluia pour une institution », D'LETZEBURGER LAND, no 21,‎ 23 mai 1997, p. 6 (lire en ligne, consulté le 9 juillet 2021).
- Sonia da Silva, « "Mettre en exergue le privilège d'être un ami de nos musées" », MUSEOMAG,‎ janvier 2016, p. 24-25.
- Josée Hansen, « Amis des musées: Missions et privilèges », D'LETZEBURGER LAND, no 21,‎ 20 mai 2016 (lire en ligne, consulté le 9 juillet 2021).
- « Les Amis des Musées d'Art et d'Histoire Luxembourg », DADADA, no 3,‎ novembre 2018, p. 64 (ISSN 2535-8421, lire en ligne, consulté le 9 juillet 2021).